# Kepler-452b
Kepler-452b é um exoplaneta que orbita uma estrela anã amarela chamada Kepler-452. Ele foi identificado pelo telescópio espacial Kepler e sua descoberta foi anunciada publicamente pela NASA em 23 de julho de 2015. É a primeira superterra descoberta orbitando dentro da zona habitável de uma estrela muito semelhante ao Sol. Usando os critérios do Índice de Similaridade com a Terra (ESI), é o sexto exoplaneta mais parecido com a Terra conhecido até à data.
A estrela está a 1 400 anos luz de distância do Sistema Solar. Na velocidade da sonda espacial New Horizons, cerca de 59 000 km/h levaria cerca de 26 milhões de anos para se chegar lá.

## Propriedades
O planeta leva 385 dias terrestres para orbitar sua estrela. Ele é 60% maior que a Terra, mas encontra-se dentro da zona habitável conservadora de sua estrela-mãe.
Tem uma massa provável de cinco vezes a da Terra, e sua gravidade de superfície é duas vezes a da Terra, embora cálculos de massa para exoplanetas sejam apenas estimativas imprecisas. Se for um planeta terrestre, o mais provável que seja uma superterra com muitos vulcões ativos, devido à sua maior massa e densidade. As nuvens do planeta seriam espessas e enevoadas, cobrindo a maior parte da superfície, como visto do espaço. A partir da superfície, sua estrela hospedeira Kepler-452 seria quase idêntica ao Sol como visto a partir da Terra.
Não se sabe ao certo se Kepler-452b é um planeta rochoso ou um planeta gasoso pequeno, mas com base em seu pequeno raio, Kepler-452b tem uma chance razoável de ser rochoso. Não está claro se Kepler-452b oferece ambientes habitáveis. Ele orbita uma estrela do tipo G2V, como o Sol, com quase a mesma temperatura e massa. No entanto, a estrela tem seis bilhões de anos, ou seja, é cerca de 1,5 bilhões (mil milhões) de anos mais velha que o Sol. Neste ponto da evolução de sua estrela, Kepler-452b está a receber dez por cento mais energia a partir de sua estrela-mãe do que a Terra está atualmente a receber a partir do Sol. Se Kepler-452b for um planeta rochoso, ele está sujeito a, ou à beira de um efeito estufa descontrolado semelhante ao observado em Vênus.